# Südamerikaspiele 2014/Handball
Bei den 10. Südamerikaspielen 2014 wurde zum vierten Mal jeweils ein Turnier im Handball für Nationalmannschaften der Männer und Frauen ausgetragen. Die Wettbewerbe fanden vom 7. bis 15. März im Polideportivo in Viña del Mar in Chile statt.
Gespielt wurde bei den Männer in zwei Vorrundengruppen in einem einfachen Jeder-gegen-jeden-Turnier. Die beiden besten Mannschaften jeder Gruppe spielten über Kreuz im Halbfinale die Finalteilnehmer aus. Die Verlierer der Halbfinals spielten um Bronze. Sieger wurden die brasilianische Männer-Handballnationalmannschaft. Bei den Frauen wurde der Sieger, die argentinische Frauen-Handballnationalmannschaft, in einer Fünfer-Gruppe in einem einfachen Jeder-gegen-jeden-Turnier ermittelt.

## Männer

### Gruppe A
Legende
| Pl. | Land        | Sp. | S | U | N | Tore    | Diff. | Punkte |
| --- | ----------- | --- | - | - | - | ------- | ----- | ------ |
| 1.  | Argentinien | 2   | 2 | 0 | 0 | 065:390 | +26   | 4      |
| 2.  | Chile       | 2   | 1 | 0 | 1 | 055:490 | +6    | 2      |
| 3.  | Kolumbien   | 2   | 0 | 0 | 2 | 038:700 | −32   | 0      |

Anmk.: Bei Punktgleichheit entschied der direkte Vergleich, dann das Torverhältnis.
| 8. März 2014 19.00 Uhr | Argentinien | 26:24 | Chile | Polideportivo, Viña del Mar |
| 8. März 2014 19.00 Uhr | (15:10)     |       |       | Polideportivo, Viña del Mar |
| 8. März 2014 19.00 Uhr |             |       |       | Polideportivo, Viña del Mar |

| 10. März 2014 19.00 Uhr | Chile   | 31:23 | Kolumbien | Polideportivo, Viña del Mar |
| 10. März 2014 19.00 Uhr | (13:11) |       |           | Polideportivo, Viña del Mar |
| 10. März 2014 19.00 Uhr |         |       |           | Polideportivo, Viña del Mar |

| 12. März 2014 17.00 Uhr | Argentinien | 39:15 | Chile | Polideportivo, Viña del Mar |
| 12. März 2014 17.00 Uhr | (20:7)      |       |       | Polideportivo, Viña del Mar |
| 12. März 2014 17.00 Uhr |             |       |       | Polideportivo, Viña del Mar |

### Gruppe B
Legende
| Pl. | Land      | Sp. | S | U | N | Tore     | Diff. | Punkte |
| --- | --------- | --- | - | - | - | -------- | ----- | ------ |
| 1.  | Brasilien | 3   | 3 | 0 | 0 | 0114:520 | +62   | 6      |
| 2.  | Uruguay   | 3   | 2 | 0 | 1 | 068:750  | −7    | 4      |
| 3.  | Venezuela | 3   | 1 | 0 | 2 | 067:730  | −6    | 2      |
| 4.  | Paraguay  | 3   | 0 | 0 | 3 | 051:1000 | −49   | 0      |

Anmk.: Bei Punktgleichheit entschied der direkte Vergleich, dann das Torverhältnis.
| 8. März 2014 15.00 Uhr | Brasilien | 36:19 | Venezuela | Polideportivo, Viña del Mar |
| 8. März 2014 15.00 Uhr | (18:8)    |       |           | Polideportivo, Viña del Mar |
| 8. März 2014 15.00 Uhr |           |       |           | Polideportivo, Viña del Mar |

| 8. März 2014 17.00 Uhr | Uruguay | 29:20 | Paraguay | Polideportivo, Viña del Mar |
| 8. März 2014 17.00 Uhr | (15:7)  |       |          | Polideportivo, Viña del Mar |
| 8. März 2014 17.00 Uhr |         |       |          | Polideportivo, Viña del Mar |

| 10. März 2014 15.00 Uhr | Venezuela | 30:17 | Paraguay | Polideportivo, Viña del Mar |
| 10. März 2014 15.00 Uhr | (13:12)   |       |          | Polideportivo, Viña del Mar |
| 10. März 2014 15.00 Uhr |           |       |          | Polideportivo, Viña del Mar |

| 10. März 2014 17.00 Uhr | Brasilien | 37:19 | Uruguay | Polideportivo, Viña del Mar |
| 10. März 2014 17.00 Uhr | (21:9)    |       |         | Polideportivo, Viña del Mar |
| 10. März 2014 17.00 Uhr |           |       |         | Polideportivo, Viña del Mar |

| 12. März 2014 15.00 Uhr | Brasilien | 41:14 | Paraguay | Polideportivo, Viña del Mar |
| 12. März 2014 15.00 Uhr | (25:7)    |       |          | Polideportivo, Viña del Mar |
| 12. März 2014 15.00 Uhr |           |       |          | Polideportivo, Viña del Mar |

| 12. März 2014 19.00 Uhr | Uruguay | 20:18 | Venezuela | Polideportivo, Viña del Mar |
| 12. März 2014 19.00 Uhr | (14:9)  |       |           | Polideportivo, Viña del Mar |
| 12. März 2014 19.00 Uhr |         |       |           | Polideportivo, Viña del Mar |

### Platzierungsrunde 5–7
| 14. März 2014 15.00 Uhr | Kolumbien | 34:24 | Paraguay | Polideportivo, Viña del Mar |
| 14. März 2014 15.00 Uhr | (15:9)    |       |          | Polideportivo, Viña del Mar |
| 14. März 2014 15.00 Uhr |           |       |          | Polideportivo, Viña del Mar |

### Halbfinale
| 14. März 2014 17.00 Uhr | Argentinien | 23:14 | Uruguay | Polideportivo, Viña del Mar |
| 14. März 2014 17.00 Uhr | (10:3)      |       |         | Polideportivo, Viña del Mar |
| 14. März 2014 17.00 Uhr |             |       |         | Polideportivo, Viña del Mar |

| 14. März 2014 19.00 Uhr | Brasilien | 33:22 | Chile | Polideportivo, Viña del Mar |
| 14. März 2014 19.00 Uhr | (14:10)   |       |       | Polideportivo, Viña del Mar |
| 14. März 2014 19.00 Uhr |           |       |       | Polideportivo, Viña del Mar |

### Spiel um Platz 5
| 16. März 2014 15.00 Uhr | Venezuela | 26:19 | Kolumbien | Polideportivo, Viña del Mar |
| 16. März 2014 15.00 Uhr | (14:6)    |       |           | Polideportivo, Viña del Mar |
| 16. März 2014 15.00 Uhr |           |       |           | Polideportivo, Viña del Mar |

### Spiel um Platz 3
| 16. März 2014 17.00 Uhr | Chile   | 27:21 | Uruguay | Polideportivo, Viña del Mar |
| 16. März 2014 17.00 Uhr | (12:10) |       |         | Polideportivo, Viña del Mar |
| 16. März 2014 17.00 Uhr |         |       |         | Polideportivo, Viña del Mar |

### Finale
| 16. März 2014 19.00 Uhr | Brasilien | 25:23 | Argentinien | Polideportivo, Viña del Mar |
| 16. März 2014 19.00 Uhr | (14:13)   |       |             | Polideportivo, Viña del Mar |
| 16. März 2014 19.00 Uhr |           |       |             | Polideportivo, Viña del Mar |

### Platzierungen
Legende
| Rang | Mannschaft  | Kader |
| ---- | ----------- | --- |
|      | Brasilien   | Guilherme Valadao Gama, Diogo Kent Hubner, Fábio Chiuffa, Artur Malburg Patrianova, Vinicius Teixeira, Fernando Jose Magalhaes Pacheco Filho, Thiagus Roberto Torres Goncalves Santos, Cleber Antonio de Andrade, José Guilherme de Toledo, Rodrigo Luiz Joench, Andre Vinicius Mendes Silva, Artur Medeiros Ataliba de Sousa, Henrique Teixeira, Luiz Ricardo Miles do Nascimento, Wesley Aparecido de Freitas, Maik Santos.                                                                         |
|      | Argentinien | Leonel Maciel, Adrián Portela, Federico Gastón Fernández, Pablo Sebastián Portela, Santiago Cánepa, Juan Pablo Fernández, Guido Riccobelli, Mariano Castro, Damián Migueles, Federico Pizarro, Pablo Vainstein, Santiago Baronetto, Sergio Crevatín, Francisco Schiaffino, Mariano Cánepa, Maximiliano Soliani. |
|      | Chile       | Cristobal del Rio Rojas, Guillermo Araya Proboste, Javier Frelijj Vázquez, Nicolas Jofre Alvarado, Pablo Baeza Gonzalez, Felipe Maurin Garcia, Sebastian Ceballos, Cristian Esteban Moll Ramirez, Diego Cristian Reyes Figueroa, Marco Oneto, Rene Oliva Cifuentes, Francisco Salazar Medrano, Alfredo Valenzuela Dupre, Felipe Barros Quiroz, Erik Caniu Fica, Felipe Barrientos Castillo. |
| 4    | Uruguay     | Sebastian Augusto Abdala Fernandez, Manuel Adler Bonifacino, Jonathan Daniel Ansolabehere Estala, Rodrigo Javier Botejara Meringolo, Gerardo Pablo Brum Bachi, Gabriel Chaparro Almada, Nicolas Gonzalo Fabra Gentile, Matias Gamiz Lemos, Felipe Alfonso Gonzalez Alloza, Braulio Ignacio Lees Galarza, Facundo Manuel Liston Galbarini, Bruno Valentin Mendez Suarez, Diego Martin Morandeira Agazzi, Federico Gaston Rudich Monaco, Gabriel Spangenberg Torre, Alejandro Martin Velazco Fernandez. |
| 5    | Venezuela   | Emmanuel Godoy, Ivan Perez, Jesus Guarecuco, Edwin Reinoza, Juan Villalobos, Jhonny Peñaloza, Jose Villegas, David Contreras, Ronal Timaure, Christopher Timaure, Victor Lopez, Ali Barranco, Kevin Rodriguez, Kelwing Zambrano, Drubil Antonio Silva, Jose Gregorio Palacios. |
| 6    | Kolumbien   | Anderson Caycedo Gomez, Andres Felipe Rivas, Carlos Jose Valencia Hoyos, Cristian Ibarguen Angel, Jaime Benjumea Tobon, Jhon German Valencia Ortiz, Juan Pablo Lopez Velez, Julian Alberto Villa Arango, Santiago Guerra Osorio, Sebastian Restrepo Lamirauh, Wilson David Cardona Hernandez, Diego Saldarriaga Perez, Esteban Penagos Echeverri, Londoño Bedoya Jose Alejandro. |
| 7    | Paraguay    | Miguel Angel Medina Recalde, Juan Carlos Demeo, Victor Angel Perez Arce, Armando Javier Cubas Sosa, Juan Martin Alonso Alvarez, Luis Alexander Ruiz Diaz Diaz, Luis Marcelo Ferreira Rolon, Amado Abraham Aluam Nazer, Hugo Eduardo Gonzalez Esquivel, Jose Alexander Mendoza Cazal, Jose Francisco Peña Perez, Mario Britez Vera, Guido Adilson Jara Gomez, Carlos Miguel Arguello, Juan Gabriel Burgos Velazquez, Aldo Raimundo Colman Benitez.                                                     |

## Frauen

### Turnierverlauf
| Pl. | Land        | Sp. | S | U | N | Tore     | Diff. | Punkte |
| --- | ----------- | --- | - | - | - | -------- | ----- | ------ |
| 1.  | Brasilien   | 4   | 3 | 1 | 0 | 0133:660 | +67   | 7      |
| 2.  | Argentinien | 4   | 3 | 1 | 0 | 095:720  | +23   | 7      |
| 3.  | Chile       | 4   | 1 | 0 | 3 | 094:1070 | −13   | 2      |
| 4.  | Uruguay     | 4   | 1 | 0 | 3 | 085:1230 | −38   | 2      |
| 5.  | Paraguay    | 4   | 1 | 0 | 3 | 074:1130 | −39   | 2      |

Anmk.: Bei Punktgleichheit entschied der direkte Vergleich, dann das Torverhältnis.
| 7. März 2014 14.00 Uhr | Argentinien | 26:17 | Paraguay | Polideportivo, Viña del Mar |
| 7. März 2014 14.00 Uhr | (13:8)      |       |          | Polideportivo, Viña del Mar |
| 7. März 2014 14.00 Uhr |             |       |          | Polideportivo, Viña del Mar |

| 7. März 2014 16.00 Uhr | Uruguay | 33:27 | Chile | Polideportivo, Viña del Mar |
| 7. März 2014 16.00 Uhr | (16:9)  |       |       | Polideportivo, Viña del Mar |
| 7. März 2014 16.00 Uhr |         |       |       | Polideportivo, Viña del Mar |

| 9. März 2014 17.00 Uhr | Paraguay | 32:24 | Uruguay | Polideportivo, Viña del Mar |
| 9. März 2014 17.00 Uhr | (18:12)  |       |         | Polideportivo, Viña del Mar |
| 9. März 2014 17.00 Uhr |          |       |         | Polideportivo, Viña del Mar |

| 9. März 2014 19.00 Uhr | Brasilien | 36:22 | Chile | Polideportivo, Viña del Mar |
| 9. März 2014 19.00 Uhr | (17:11)   |       |       | Polideportivo, Viña del Mar |
| 9. März 2014 19.00 Uhr |           |       |       | Polideportivo, Viña del Mar |

| 11. März 2014 17.00 Uhr | Argentinien | 25:15 | Uruguay | Polideportivo, Viña del Mar |
| 11. März 2014 17.00 Uhr | (14:6)      |       |         | Polideportivo, Viña del Mar |
| 11. März 2014 17.00 Uhr |             |       |         | Polideportivo, Viña del Mar |

| 11. März 2014 19.00 Uhr | Brasilien | 35:08 | Paraguay | Polideportivo, Viña del Mar |
| 11. März 2014 19.00 Uhr | (20:4)    |       |          | Polideportivo, Viña del Mar |
| 11. März 2014 19.00 Uhr |           |       |          | Polideportivo, Viña del Mar |

| 13. März 2014 17.00 Uhr | Brasilien | 23:23 | Argentinien | Polideportivo, Viña del Mar |
| 13. März 2014 17.00 Uhr | (15:11)   |       |             | Polideportivo, Viña del Mar |
| 13. März 2014 17.00 Uhr |           |       |             | Polideportivo, Viña del Mar |

| 13. März 2014 19.00 Uhr | Chile   | 28:17 | Paraguay | Polideportivo, Viña del Mar |
| 13. März 2014 19.00 Uhr | (12:10) |       |          | Polideportivo, Viña del Mar |
| 13. März 2014 19.00 Uhr |         |       |          | Polideportivo, Viña del Mar |

| 14. März 2014 17.00 Uhr | Brasilien | 39:13 | Uruguay | Polideportivo, Viña del Mar |
| 14. März 2014 17.00 Uhr | (18:9)    |       |         | Polideportivo, Viña del Mar |
| 14. März 2014 17.00 Uhr |           |       |         | Polideportivo, Viña del Mar |

| 14. März 2014 19.00 Uhr | Argentinien | 21:17 | Chile | Polideportivo, Viña del Mar |
| 14. März 2014 19.00 Uhr | (9:10)      |       |       | Polideportivo, Viña del Mar |
| 14. März 2014 19.00 Uhr |             |       |       | Polideportivo, Viña del Mar |

### Platzierungen
Legende
| Rang | Mannschaft  | Kader |
| ---- | ----------- | --- |
|      | Brasilien   | Bárbara Arenhart, Patricia Batista da Silva, Fabiana Diniz, Amanda Claudino de Andrade, Celia Janete da Costa Coppi, Alexandra do Nascimento, Regiane do Santos Silva, Deonise Cavaleiro, Mayara Fier de Moura, Fernanda da Silva, Elaine Gomes Barbosa, Francielle Gomes da Rocha, Samira Pereira da Silva, Deborah Nunes, Ana Paula Rodrigues Belo, Jessica Silva de Oliveira.                                                                                              |
|      | Argentinien | Macarena Alonso, Valeria Bianchi, Marisol Carratu, Victoria Crivelli, Magdalena Decilio, Antonella Gambino, Macarena Gandulfo, Lucia Giamberardino, Elke Karsten, Antonela Mena, Luciana Mendoza, Rocío Ocanto, Manuela Pizzo, Florencia Ponce de Leon, Luciana Salvado, Silvina Schlesinger. |
|      | Chile       | Paula Francisca Cajas Galdames, Belen Canessa Pérez, Daniela Canessa Pérez, Daniela Paz Ceza García, Andrea Ximena Cisterna Ibañez, Aileen Doering Urrutia, Inga Silke Feuchtmann Pérez, Pamela del Carmen Flores Catalan, Valeria Giselle Flores Huerta, Carmen Gloria Jackson Drago, Maria Jose Letelier Alvarez, Gabriele Renáe Mendoza González, Daniela Alejandra Miño Larenas, Maria Eugenia Musalem Araos, Alicia Ignacia Torres Lara, Carolina Ivette Verdejo Pulgar. |
| 4    | Uruguay     | |
| 5    | Paraguay    | Ana Laura Acuña Insfran, Georgina Battaglia Benitez, Leysa Guadeloupe Beggan Villamayor, Alexia Noemi Caceres Brusquetti, Ana Giuliana Cristaldo Vera, Marizza Faría, Sabrina Fiore, Jessica Dahiana Fleitas Osorio, Maria del Pilar Frutos Porros, Maria Graciela Gomez Diaz, Maria Alejandra Gonzalez Deves, Maria Cristina Machuca, Alana Estefania Pedrozo Elizeche, Myrian Angelica Rodriguez Ruiz, Kamila Araceli Rolon Ledesma, Maria Alicia Villalba Acosta.          |